# 자크 상테르
자크 상테르(룩셈부르크어: Jacques Santer, 1937년 5월 18일 ~ )는 룩셈부르크의 정치인으로 1995년부터 1999년까지 유럽 연합 집행위원장을 지내면서 유로화의 도입을 결정하기로 유명하였다.  그는 이전에 룩셈부르크의 재무장관 (1979년 ~ 1989년), 제22대 총리 (1984년 ~ 1995년), 그리고 1979년과 2013년 사이에 룩셈부르크 정부에서 지도적인 정당이었던 기독사회인민당의 당원이었다.  룩셈부르크의 총리로서 그는 또한 효과적으로 20년의 룩셈부르크 타협을 제쳐두었던 단일 유럽 의정서의 협상들을 지도하였다.

## 경력
바세르빌링에서 태어난 상테르는 1959년 파리 정치 대학을 졸업하고 1961년 법무박사 학위를 받았다.  1972년부터 1974년까지 그는 정부에서 하급 장관이었다.  1979년부터 1984년까지 기독사회인민당과 자유주의 민주당 사이의 연정에서 피에르 베르너 총리 아래 재무장관, 노동부장관과 사회복지장관을 지냈다.
1984년 총선 후, 베르너는 총리로서 그리고 정통적으로 정치 일생으로부터 은퇴를 하였고 상테르는 새 총리가 되었다.  그와 기독사회인민당은 이제 입법부에서 두번째로 가장 큰 당으로서 선거에서 나온 룩셈부르크 사회주의 노동자당과 새로운 연정을 형성하여 민주당을 3위로 꺾었고, 기독사회인민당이 가장 큰 정당으로 남아있었다.  기독사회인민당/룩셈부르크 사회주의 노동자당 연정은 1999년까지 지속될 것이었다.
1990년 11월 10일 신문 레체부에르거 폴레크에 상태르가 룩셈부르크에서 대기군의 존재를 밝히는 데 강요되고 그 해산을 위한 요구로 정치적으로 책임이 있었던 것에 의회 조사를 일으켰던 "국가 기밀의 5년 - 폭격 나토 테러 부대"로 해석된 기사가 나타났다.  조직은 1959년 당시 베르너 총리에 의하여 그 창조 이래 활동적이었고 룩셈부르크 비밀 요원 SREL에 의하여 결성되고 나토에 의하여 조정되었다.  12월 17일 그는 헌법 위원회에 조직은 전혀 12명 이상의 일원들이 없었고 탈출 및 회피 기동은 물론 첩보 작전을 처리하는 데 단지 예견된 것일 뿐이라고 말하였다.  상테르에 의하면 거기에는 1973년에 설립된 무기 은닉처들이 있었으나 직접 접근은 부여되지 않을 것이었다.  10월 14일 조직의 남아있던 일원들은 정보를 받고 그들의 라디오 통신 장비를 반환하는 데 요청을 받았다.  

### 유럽 연합 집행위원장

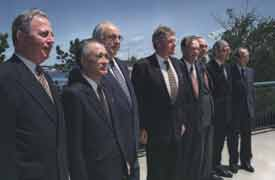
1995년 핼리팩스에서 열린 G7 정상 회의에서 (왼쪽에서 첫 번째)

1995년 프랑스-독일 후보 장뤼크 데하네가 영국의 총리 존 메이저에 의하여 거부된 후, 영국과 프랑스-독일 동맹 사이에 타협의 선택으로서 상테르는 제9대 유럽 연합 집행위원장이 되었다.  상테르의 선발은 집행위원장들이 선발된 것으로 언론과 함께 유럽 의회의 분노에 의하여 간신히 비준되었다.  
동년에 상테르는 초대 유럽 전망 상 수상자가 되었다.
개인적 유럽 연합 위원들과 관련된 부패 혐의들은 소위 상테르 위원회에 의하여 행정적 실패 (무능과 부정행위)로 들어가는 조사로 이끌었다.  대부분의 위원들을 통과시켰음에 불구하고 보고서는 그들이 책임의 사소한 감각을 보였던 단 한명도 찾지 못했던 것을 진술하였다.  연루된 위원들이 사임하는 데 거절하고 유럽 연합 집행위원장이 개인적 위원들을 해고하는 권력이 없었기 때문에 상테르와 그의 전체 위원회는 1999년 3월 15일 보고서가 발간된 바로 그날 사임하였다.  위원회가 그때부터 단지 반년 동안만 지속되었을 것이기 때문에 그는 임시적으로 부위원장 마누엘 마린에 의하여 대체되었다.

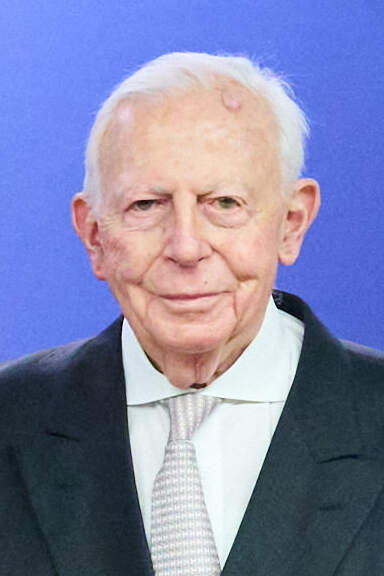
2024년의 상테르

### 이후의 경력
1999년부터 2004년까지 상테르는 유럽 의회의 의원이었다.  그는 또한 이라크계 영국의 기업인 나드미 아우치에 의하여 소유된 금융지주회사 지중해 자회사에 근무하였다. 
그는 현재 유럽 연방주의자 연합의 회원 부분인 유럽 그룹의 회장이다.  그는 또한 국제 텔레비전 방송·제작사 RTL 그룹의 이사회에 앉아있다.  
2012년 1월 23일 월요일에 상테르는 유로존 구조 기금인 유럽재정안정기금의 화력을 강화하도록 설계된 특정 목적 투자 수단의 이사회 수장으로 임명되었다.  
2013년 5월 상테르는 유럽 국민당의 공식 친기업 조직 SME 유럽의 명예 회원이 되었다.

## 같이 보기
- 룩셈부르크의 총리 목록

| 전임 피에르 베르너 | 룩셈부르크의 총리 1984년 ~ 1995년 | 후임 장클로드 융커 |